# Птицы (фильм, 1989)
«Птицы» или «Братья» (хинди परिन्दा, Parinda) — индийский художественный фильм на хинди режиссёра Видху Винода Чопры, премьера которого в Индии состоялась 3 ноября 1989 года. Главные роли исполнили Джеки Шрофф, Анил Капур, Мадхури Дикшит и Нана Патекар. Фильм выиграл две Национальные кинопремии, пять Filmfare Awards и был выдвинту на соискание премии «Оскар» от Индии. В 2015 году Чопра снял ремейк фильма в США, названный Broken Horses и провалившийся в прокате. Также был переснят на тамильском под названием Aasai Thambi в 1998 году.

## Сюжет
Кишан и Каран — два брата, которые выросли одни на улицах Мумбаи. Для того, чтобы Каран получил лучшее воспитание и образование, Кишан присоединился к гангстеру Анне. Анна владеет нефтяным заводом, но это просто ширма, используемая для прикрытия его незаконной деятельности. Каран возвращается в Мумбаи после окончания учёбы заграницей, не зная, что его брат работает на преступников. Инспектор Пракаш, друг Карана, зная о незаконной деятельности Анны, пытается арестовать его, но не может из-за отсутствия доказательств. Анна составляет план убийства Пракаша, когда тот будет встречать Карана, вернувшегося домой. Узнав это, Кишан бронирует для Карана рейс в Дели, чтобы он не попал в эту ситуацию, однако полет задерживается. Приспешники Анны стреляют в Пракаша, и тот умирает на руках Карана.
Паро, сестра Пракаша, винит Карана за смерть брата. Затем Каран узнает через Икбала, бывшего приспешника Анны, что Анна — преступник, убивший свою семью и с тех пор боящийся огня. Он также несет ответственность за убийство Пракаша, а Кишан работает для него. Икбал также рассказывает Карану о соперничестве Анны с Мусой. Каран делится с Паро тем, что Анна и его брат убили Пракаша, а он не знал об этом. Позже в храме Каран узнаёт Абдула, одного из убийц, которые стреляли в Пракаша, и решает дать показания против него. Кишан объясняет ему, что если он не отступит, он умрет. Люди Анны стреляют в Карана, но в результате ранят Кишана, после чего его отправляют на лечение. В полицейском участке Абдул говорит Карану, что если он даст показания, то медсестра, ухаживающая за его братом, убьёт его. Каран сдаётся, испугавшись за жизнь своего брата. Позднее он присоединяется к банде Анны. Анна проверяет его преданность, приказав ему убить Икбала, зная, что Каран не может кого-то убить. Икбал сам стреляет в себя, чтобы Каран мог выполнить свой план.
Позже Анна приказывает Карану убить Мусу и отправляет Фрэнсиса сопровождать его. Но Каран убивает Фрэнсиса и присоединяется к Мусе. Раму Редди похищают и отправляют к Мусе, где тот предлагает ему работать на него. Каран фотографирует их вместе и показывает Анне, сказав ему, что Рама застрелил Френсиса. Затем Каран убивает Раму по приказу Анны. С помощью Мусы Каран позже уничтожает Абдула, прикончив всех трех убийц Пракаша. После этого Каран и Паро женятся и решают покинуть город и поселиться в своей старой деревне. Анна приходит, чтобы убить Мусу, считая его виновным в убийстве своих людей. Но Муса рассказывает ему правду о том, что это был Каран. Из-за этого Каран и Паро оказываются жестоко убиты Анной в их брачную ночь. Кишан, наконец, убивает Анну, мстя за смерть своего брата.

## В ролях
- Джеки Шрофф — Кишан
- Анил Капур — Каран, брат Кишана
- Мадхури Дикшит — Паро, возлюбленная Карана
- Нана Патекар — Анна, гангстер
- Анупам Кхер — инспектор Пракаш, брат Паро
- Суреш Оберой — Абдул
- Том Олтер — Муса
- Шивкумар Субраманиам — Френсис
- Ананг Десай — инспектор Мирани
- Камал Чопра — Рама Редди
- Самир Кхакхар — Икбал
- Дилип Кулкарни — инспектор Чаухан

## Производство
После провала фильма Khamosh в 1985 году, который он не смог продать дистрибьюторам, Чопра выразил свое разочарование и решил сделать более «коммерческий» фильм на хинди о двух братьях с улиц Мумбая. На роль злодея он выбрал малоизвестного кино- и театрального актёра Нану Патекара, после того как посмотрел пьесу «Purush» с его участием. Однако Нана, а также актёр Насируддин Шах, первоначально претендовали на главную мужскую роль, в итоге исполненную Джеки Шроффом,
поскольку другой ведущий актёр, Анил Капур, счёл, что Палекар не подходит на роль его старшего брата. Он уговорил Джеки Шроффа исполнить предложенную ему роль, хотя тот изначально не хотел играть старшего брата, так как уже появлялся в этой роли ранее. Своё согласие Шрофф дал после того, как Капур предложил ему послушать песни к фильму. Мадхури Дикшит была выбрана на главную женскую роль после прослушивания.
Фильм снимали в Мумбаи
в течение 66 дней, несколько сцен отсняли в храме Бабулнат.
Санджай Лила Бхансали, впоследствии заработавший славу в Болливуде, был занят на съёмках в качестве ассистента режиссёра.

## Саундтрек
В этом фильме состоялся дебют одного из самых популярных певцов страны Шаана, исполнившего часть песни «Kitni Hai Pyari Pyari», на момент записи которой ему было 15 лет.
Песня «Tum Se Milke» основана на мелодии песни «When I Need You» Лео Сейера, выпущенной в 1977 году.
Вся музыка написана Р. Д. Бурманом.
| №  | Название                | Исполнители                    | Длительность |
| -- | ----------------------- | ------------------------------ | ------------ |
| 1. | «Kitni Hai Pyari Pyari» | Суреш Вардкар, Шайлендра Сингх | 4:14         |
| 2. | «Pyar Ke Mod Pe»        | Суреш Вардкар, Аша Бхосле      | 6:31         |
| 3. | «Sehra Mein Dulha Hoga» | Суреш Вардкар, Шайлендра Сингх | 6:32         |
| 4. | «Tum Se Milke»          | Суреш Вардкар, Аша Бхосле      | 5:11         |

## Награды и номинации
Фильм был выбран представлять Индию на премии «Оскар» за лучший фильм на иностранном языке, но не попал в шорт-лист номинации.
Национальная кинопремия
- Лучшая мужская роль второго плана — Нана Патекар
- Лучший монтаж — Рену Салуджа[англ.][16]

Filmfare Awards
- Лучшая режиссура — Видху Винод Чопра[13]
- Лучшая мужская роль — Джеки Шрофф[13]
- Лучшая мужская роль второго плана — Нана Патекар
- Лучший сценарий — Шивкумар Субраманиам
- Лучший монтаж — Рену Салуджа

Награду за лучшую мужскую роль Джеки Шроффу вручила актриса Рекха. Когда ему вручили статуэтку, он держал на руках сына Тайгера, которому на тот момент было примерно 6-7 месяцев